# Rachel McAdams
Rachel McAdams, rođena Rachel Anne McAdams (* London, Ontario, Kanada, 17. studenog 1978.), kanadska glumica, koja je privukla pažnju javnosti 2004. godine ulogom u tinejdžerskoj komediji Opasne djevojke i ljubavnoj drami Bilježnica. Sljedeće je godine glumila u romantičnoj komediji Lovci na djeveruše zajedno s Owenom Wilsonom, Vinceom Vaughnom i Bradleyjem Cooperom. Godine 2009. glumila je uz Erica Banu u romantičnom znanstveno-fantastičnom filmu Žena vremenskog putnika. Te iste godine glumila je u britansko-američkom pustolovno-kriminalističkom filmu Sherlock Holmes redatelja Guya Ritchija, kao i u nastavku Sherlock Holmes: Igra sjena iz 2011. godine. Oba filma učinila su je u potpunosti svjetski prepoznatljivom glumicom. Za ulogu u filmu Spotlight (2015.) nominirana je prvi put za nagradu Oscar.
Godine 2016. pojavila se u znanstveno-fanstastičom filmu Doktor Strange, a 2018. godine u filmu Neposlušnost.

## Odabrana filmografija
| Godina | Film                                 | Uloga                 | Bilješke        |
| ------ | ------------------------------------ | --------------------- | --------------- |
| 2002.  | Pravi komad                          | Jessica Spencer       |                 |
| 2004.  | Opasne djevojke                      | Regina George         |                 |
| 2004.  | Bilježnica                           | Alison "Ali" Hamilton |                 |
| 2005.  | Lovci na djeveruše                   | Claire Cleary         |                 |
| 2005.  | Noćni let                            | Lisa Reisert          |                 |
| 2009.  | u vrtlogu igre                       | Della Frye            |                 |
| 2009.  | Žena vremenskog putnika              | Clare Abshire         |                 |
| 2009.  | Sherlock Holmes                      | Irene Adler           |                 |
| 2011.  | Ponoć u Parizu                       | Inez                  |                 |
| 2011.  | Sherlock Holmes: Igra sjena          | Irene Adler           |                 |
| 2012.  | Strast                               | Christine Stanford    |                 |
| 2013.  | Pravi trenutak                       | Mary                  |                 |
| 2015.  | Spotlight                            | Sacha Pfeiffer        |                 |
| 2016.  | Doktor Strange                       | Christine Palmer      |                 |
| 2017.  | Neposlušnost                         | Esti Kuperman         |                 |
| 2018.  | Noć igre                             | Annie Davis           |                 |
| 2022.  | Doktor Strange u Multiverzumu Ludila | Christine Palmer      | post-produkcija |